# 1913年9月30日日食
1913年9月30日日食是一次日偏食，發生於1913年9月30日（西半球大多為9月29日）。新月當天（即朔日），地球上觀測到月球和太阳的角距離極小，此時月球如果恰好在月球交點附近，穿過太阳和地球之間，與地球、太阳接近一直線，則會出現日食。由於月球偏北或偏南，本影及偽本影從地球以北或以南經過而未接觸地表，只有半影覆蓋了地球北端或南端部分區域，形成日偏食。此次日偏食月球偏南，出現在非洲東南部和南极洲的一部分。

## 日食概況

### 出現區域
本次日偏食可在非洲東南部和南极洲靠近印度洋的約三分之二看到。其中非洲均在9月30日看到日食，而南极洲無確定使用的时区，或在9月30日，或在9月29日，部分處於極晝的地區從9月29日深夜持續到9月30日凌晨。

### 基本參數
- 類型：日偏食
- 食分最大處（位於布韦岛東南約870公里的南大西洋）資料：
  - 時間：1913年9月30日4:45:34
  - 地點：61°00′S 11°36′E / 61.0°S 11.6°E
  - 食分：0.8252（日食帶內最大）[3]

## 相關的日食

### 1910-1913年的日食
月球交替位於相對的月球交點時，以半個交點年（食年），即約177天又4小時間隔出現下列日食。
| 升交點                                          | 升交點                  |          | 降交點                   | 降交點 |
| 沙羅周期                                        | 地圖                    | 沙羅周期 | 地圖                     |        |
| 117                                             | 1910年5月9日 全食       | 122      | 1910年11月2日 偏食（北） |        |
| 127                                             | 1911年4月28日 全食      | 132      | 1911年10月22日 環食      |        |
| 137                                             | 1912年4月17日 全環食    | 142      | 1912年10月10日 全食      |        |
| 147                                             | 1913年4月6日 偏食（北） | 152      | 1913年9月30日 偏食（南） |        |
| 註：1913年8月31日的日偏食屬於下一組交點年系列。 |                         |          |                          |        |

### 沙羅周期
沙羅周期長度為18年11天。本次日食屬於沙羅周期152，共包含70次日食，依次為1805年7月26日至1949年10月21日的9次日偏食、1967年11月2日至2490年9月14日的30次日全食、2508年9月26日至2544年10月17日的3次全環食（亦稱混合食）、2562年10月29日至2923年6月5日的22次日環食、2941年6月16日至3049年8月20日的6次日偏食，總共歷時1244.08年。其中最長的全食發生於2328年6月9日，共持續5分16秒。
下表列舉了1901年至2100年間發生的屬於該周期的11次日食，是第7至17次：
| 7             | 8              | 9              |
| ------------- | -------------- | -------------- |
| 1913年9月30日 | 1931年10月11日 | 1949年10月21日 |
| 10            | 11             | 12             |
| 1967年11月2日 | 1985年11月12日 | 2003年11月23日 |
| 13            | 14             | 15             |
| 2021年12月4日 | 2039年12月15日 | 2057年12月26日 |
| 16            | 17             |                |
| 2076年1月6日  | 2094年1月16日  |                |

## 資料來源
1. ↑  樊忠玉. . 中国天文科普网.   [2016-04-01]. （原始内容存档于2014-09-17）.
2. ↑  Fred Espenak. . NASA Eclipse Web Site.   [2016-04-01]. （原始内容存档于2020-10-24）.（英文）
3. ↑  Fred Espenak. . NASA Eclipse Web Site.   [2016-04-01]. （原始内容存档于2020-10-22）.（英文）
4. ↑  Fred Espenak. . NASA Eclipse Web Site.（英文）

## 外部連結
- NASA日食專頁（页面存档备份，存于）（英文）
- 可見區域圖和時間統計：由弗雷德·埃斯佩納克做出的日食預報，NASA/GSFC
  - 貝塞爾元素

| \| \| 日食 \|                             |                              |                                           |
| 上一次日食： 1913年8月31日日食 （日偏食） | 1913年9月30日日食 （日偏食） | 下一次日食： 1914年2月25日日食 （日環食） |
| 上一次日偏食： 1913年8月31日日食          | 1913年9月30日日食 （日偏食） | 下一次日偏食： 1916年12月24日日食         |
|                                           | 日食                         |                                           |